# Дезинтеграционная машина
«Дезинтеграцио́нная маши́на» — фантастический рассказ Артура Конан Дойла из «челленджеровского цикла», впервые опубликованный в Strand Magazine в январе 1929 года.

## Сюжет
Профессор Челленджер и корреспондент «Дейли газетт» Э. Мелоун по просьбе редактора газеты наносят визит латвийскому изобретателю Теодору Немору, который якобы изобрёл дезинтеграционную машину — аппарат, позволяющий «разобрать» любой предмет на составляющие его молекулы. Изобретатель Немор заявляет, что нация, обладающая этой машиной, изменит соотношение сил в мире, поскольку сможет уничтожать неприятельские армии и флоты, и одна из могущественных держав уже готова приобрести у него эту машину вместе с ним самим, поскольку секрет изобретения он хранит только у себя в голове.
Мелоун и профессор Челленджер по очереди испытывают на себе действие дезинтеграционной машины — профессор Челленджер свидетельствует, что Мелоун, сев в кресло машины, на 2—3 минуты после её включения исчезал. Далее Немор, воздействуя своей машиной на Челленджера, лишает его бороды и шевелюры, вызвав этим гнев профессора. После того как Немор возвращает на место бороду и волосы Челленджера, профессор хитростью заставляет самого изобретателя сесть в кресло своей машины, после чего «распыляет» его самого без дальнейшего восстановления, заявив: «первой обязанностью законопослушного гражданина является предотвращение убийства».